# Oratorianenklooster

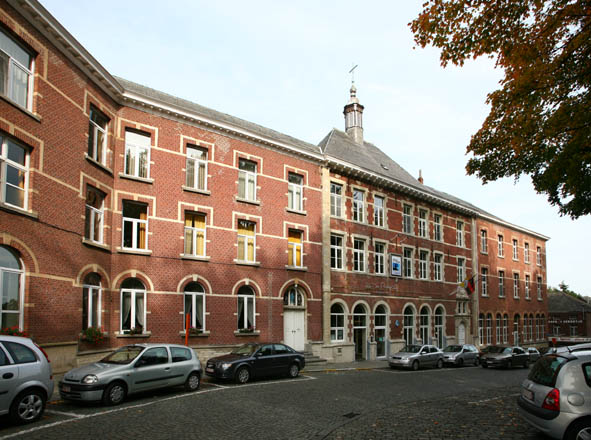
Voormalig oratorianenklooster

Het Oratorianenklooster is een klooster in de tot de Vlaams-Brabantse gemeente Scherpenheuvel-Zichem behorende plaats Scherpenheuvel, gelegen aan het Isabellaplein 15 en 15A-B.
In 1624 werd te Scherpenheuvel een vestiging van de orde der Oratorianen (ook: Oratoren) opgericht. Dezen waren van belang voor de ontwikkeling van de spiritualiteit aldaar. Tijdens de Franse Revolutie werd de orde opgeheven en na deze tijd kwam hij niet meer terug in Scherpenheuvel. In 1838 werden de kloostergebouwen in gebruik genomen door de zusters Ursulinen uit Tildonk die er een school stichtten.
Het Oratorianenklooster werd begin 17e eeuw gebouwd en later gewijzigd, vooral tijdens de 19e eeuw. In de 18e eeuw werd het hoofdgebouw voorzien van een tentdak met torentje. De oudste kloostergebouwen raakten in verval.